# Cantica
Le terme de cantica (du latin canticum, i) désignait, chez les Romains, les parties lyriques de la tragédie ou de la comédie, récitées ou chantées par un seul acteur au lieu du chœur.
L'acteur était souvent accompagné par des instruments de musique, surtout par la flûte, et les parties chantées étaient caractérisées par des longs vers, comme le septénaire trochaïque, l'octonaire iambique et l'anapeste.

## Mutatis modis cantica
Les mutatis modis cantica (« chants avec rythmes différents ») sont des « cantica » polymétriques. Ils ne sont probablement pas exécutés par les acteurs, mais chantés par un chanteur ad hoc et accompagnés par la flûte. Ils présentaient des vers longs comme les septénaires et octonaires iambiques ou trochaïques, soit des vers brefs, comme l'iambe, le trochée, le crétique, le bacchée ou l'anapeste[pas clair].
Les mutatis modis cantica représentent une contribution de Plaute qui les inséra dans ses comédies.

## Moyen Âge
Le Moyen Âge est caractérisé par des compositions poétiques composées généralement de plusieurs parties à caractère narratif ou religieux. Un exemple est constitué par la Divine Comédie de Dante Alighieri (La Comédie), qui est divisée en trois "cantiche" (cantiques) : Enfer, Purgatoire et Paradis.

## Sources
- (it) Cet article est partiellement ou en totalité issu de l’article de Wikipédia en italien intitulé « Cantica » (voir la liste des auteurs).